# Elfi Zinn
Elfi Zinn, geborene Rost (* 24. August 1953 in Rathebur, Kreis Anklam) ist eine deutsche Leichtathletin (Mittelstreckenlauf). Sie gewann bei den Olympischen Sommerspielen 1976 in Montreal für die DDR die Bronzemedaille im 800-Meter-Lauf. Elfi Zinn war außerdem bei Hallenwettkämpfen erfolgreich: 1972 wurde sie Zweite der Europameisterschaften im 800-Meter-Lauf. Am 14. Januar 1976 stellte sie mit 2:01,4 min in Berlin im 800-Meter-Lauf einen Hallenweltrekord auf. Sie startete für den SC Neubrandenburg und trainierte bei Walter Gladrow.
Bei einer Größe von 1,65 m hatte sie ein Wettkampfgewicht von 55 kg.
Elfi Zinn ist gelernte Fotografin und arbeitete bis zur Auflösung der DDR im Außenministerium.